# Lingua aramaica samaritana
La lingua aramaica samaritana è la varietà della lingua aramaica usata dalla comunità religiosa dei Samaritani per la letteratura sacra e colta. 
Essa non va confusa con la lingua ebraica samaritana delle Scritture ebraiche, benché costituisca un'espressione religiosa, letteraria e culturale della stessa comunità, e venga scritta con lo stesso alfabeto samaritano. 

## Storia
L'aramaico samaritano presenta molte analogie con la lingua aramaica dei Targumim, ad l'eccezione dell'alfabeto, in quanto i Samaritani rimasero fedeli alla loro scrittura tradizionale di derivazione paleo-ebraica. In aramaico samaritano furono scritte notevoli opere, tra le quali la traduzione del Pentateuco ebraico-samaritano in una versione parafrasata sullo stile dei Targumim. Furono scritti anche molti testi legali, esegetici e liturgici; ciò nonostante, molte analoghe opere più tarde furono spesso scritte in arabo.
L'aramaico samaritano, dopo aver sostituito l'ebraico samaritano come lingua parlata, si estinse anch'esso tra il X ed il XII secolo in favore dell'arabo letterario nell'uso scritto, e del dialetto arabo palestinese samaritano nell'uso parlato. La fonologia dell'aramaico samaritano assomiglia molto a quella dell'arabo samaritano, normalmente usato oggi dai samaritani per la preghiera. Le comunità oggi esistenti parlano la lingua moderna del luogo in cui risiedono: l'ebraico israeliano dagli abitanti di Holon in Israele e il dialetto arabo palestinese dagli abitanti di Nablus/Sichem in Cisgiordania.